# Теплота окиснення
Теплота окиснення (англ. oxidation heat, нім. Oxydationswärme f) — питома теплота сорбції (поглинання), тобто кількість теплоти, що утворюється внаслідок сорбції речовиною 1 мл кисню: для вугілля дорівнює 12.6…16.7 МДж/мл.